# Fascia massétérin
Le fascia massétérin est un fascia crânien.
Il forme une forte couche de fascia en continuité avec le fascia cervical.
Il recouvre toute la face superficielle du muscle masséter et lui est solidement relié.
Il se joint au fascia parotidien pour former une poche qui enveloppe la glande parotide, son canal excréteur et les branches du nerf facial.
En haut, il est attaché au bord inférieur de l'arcade zygomatique.